# Евлалія Барселонська
Евлалія Барселонська (лат. Eulalia Barcinonensis; 290—304) — святая католицької церкви, 13-річна дівчинка з числа ранньохристиянських мучеників, яка прийняла смерть в епоху Римської імперії у провінції Римська Іспанія, яка входила до її складу, в Барселоні (в той час носила назву Барсіно), за сповідування християнства. Є також православною святою, так як була зарахована до лику святих до поділу церков. Святій Евлалії присвячений кафедральний собор Барселони (готичний, в старому місті, не слід плутати з Храмом Святого Сімейства). Життєпис святої Евлалії Барселонської нагадує життєпис Евлалії Мерідської, тому в світських колах існують суперечки, чи були це спочатку дві різні святі або одна.
За відмову від поклоніння римським богам, дівчинку, згідно з християнськими джерелами, піддали 13 тортурам, з яких дванадцятою було розп'яття на косому хресті (тому в католицькій традиції свята Евлалія зазвичай зображується з хрестом), а тринадцята— обезголовлення. Як і у випадку зі святою Евлалією Мерідською, з рота у неї під час тортур нібито вилетів голуб.
У Барселоні є вулиці і статуї на честь святої Евлалії. Свята була спочатку похована в церкві Санта-Марія-дель-Мар. Ця церква пережила період запустіння в VIII—IX століттях, в період арабського завоювання, але потім була відновлена знову. У 1339 саркофаг з мощами святої Евлалії був перенесений в недавно побудований кафедральний собор.